# Інтеркаляція (хронологія)
Інтеркаляція або емболія в хронології — це вставка високосного дня, тижня або місяця в деякі календарні роки, щоб календар відповідав сезонам або фазам місяця. Місячно-сонячні календарі можуть вимагати інтеркаляції як днів, так і місяців.

## Сонячні календарі
Сонячний або тропічний рік не має цілого числа днів (це приблизно 365,24 дня), але календарний рік повинен мати ціле число днів. Найпоширеніший спосіб узгодити це – змінити кількість днів у календарному році.
У сонячних календарях це робиться шляхом додавання до загального року з 365 днів додаткового дня («високосного» або «проміжного дня») приблизно кожні чотири роки, в результаті чого високосний рік має 366 днів (Юліанський, Григоріанський та Індійський народні календарі).
Декрет Канопуса, який був виданий фараоном Стародавнього Єгипту Птолемеєм III Євергетом у 239 р. до н.е., декретував систему сонячних високосних днів; Єгипетський високосний рік не був прийнятий до 25 року до н. е., коли римський імператор Август успішно запровадив реформований александрійський календар.
У юліанському календарі, а також у григоріанському календарі, який його вдосконалив, інтеркаляція здійснюється шляхом додавання додаткового дня до лютого кожного високосного року. За юліанським календарем це робилося кожні чотири роки. У григоріанському календарі роки, які діляться на 100, але не на 400, були виключені з метою підвищення точності. Отже, 2000 рік був високосним; 1700, 1800 і 1900 не було.
Епагоменальні дні — це дні в сонячному календарі, які знаходяться за межами будь-якого регулярного місяця. Зазвичай п’ять епагоменальних днів включають кожен рік (єгипетський, коптський, ефіопський, майя Хааб і французький республіканський календарі), але шостий епагоменальний день вставляється кожні чотири роки в деяких (коптський, ефіопський і французький республіканський календарі).
Сонячний календар Хіджри, який використовується в Ірані, заснований на сонячних розрахунках і подібний до григоріанського календаря за своєю структурою, а отже, і інтеркаляцією, за винятком того, що його епоха Хіджра.
Календар бахаї включає достатню кількість епагоменальних днів (зазвичай 4 або 5) перед останнім місяцем (علاء, ʿalāʾ), щоб гарантувати, що наступний рік починається в березневе рівнодення. Вони відомі як Айям-і-Ха.

## Місячно-сонячні календарі
Сонячний рік не має цілого числа місячних місяців (це приблизно 365/29,5 = 12,37 місячних), тому місячно-сонячний календар повинен мати змінну кількість місяців у році. Звичайні роки мають 12 місяців, але емболічні роки вставляють 13-й «вставний» або «високосний» або «емболічний» місяць кожного другого чи третього року (див. блакитний місяць). Чи потрібно вставляти інтеркалярний місяць у певний рік, можна визначити за допомогою регулярних циклів, таких як 19-річний цикл Метона (єврейський календар і під час визначення Пасхи) або за допомогою розрахунків місячних фаз (індуїстський місячно-сонячний і китайський календарі). Буддійський календар додає як проміжний день, так і місяць у зазвичай регулярний цикл.

## Місячні календарі
В принципі, місячні календарі не використовують інтеркаляцію, оскільки вони не прагнуть синхронізуватися з порами року, а рух Місяця є астрономічно передбачуваним. Однак релігійні місячні календарі спираються на фактичні спостереження.
Місячний календар хіджри, суто місячний календар, якого дотримується більша частина ісламу, залежить від фактичного спостереження першого півмісяця і, отже, не має жодних інтеркаляцій. Кожен місяць все ще має або 29, або 30 днів, але через змінний метод спостережень, який використовується, зазвичай немає чіткого порядку в послідовності 29 або 30-денних місяців. Традиційно перший день кожного місяця є днем (починаючи із заходом сонця), коли вперше побачили хілал (півмісяць) незабаром після заходу сонця. Якщо хілал не спостерігається одразу після 29-го дня місяця (або тому, що хмари закривають його огляд, або тому, що західне небо все ще занадто яскраве, коли місяць сідає), тоді день, який починається на цьому заході сонця, є 30-м.

## Високосні секунди
Міжнародна служба обертання Землі та систем відліку може вставляти або видаляти високосні секунди з останнього дня будь-якого місяця (бажано червень і грудень). Іноді їх називають інтеркалярними.

## Інше використання
ISO 8601 містить специфікацію для 52/53-тижневого року. Кожен рік, який має 53 четверги, має 53 тижні; цей додатковий тиждень може розглядатися як додатковий.
Система xiuhpōhualli (рахунок років) ацтекського календаря мала п’ять додаткових днів після вісімнадцятого й останнього місяця, nēmontēmi, у який люди розмірковують про минулий рік і дотримуються посту.